# Alonso Cueto
Alonso Cueto Caballero (Lima, 30 de abril de 1954) es un escritor y periodista peruano que ha cultivado diferentes subgéneros narrativos, desde la novela policíaca a la novela de indagación psicológica basada en temas como la vigencia del pasado y las ambiguas leyes de pertenencia a la familia. Su obra puede clasificarse como parte de la corriente realista de su país con un interés específico en algunos episodios traumáticos de la historia peruana. Algunos periodos relevantes, como el fin del período colonial, la guerra de Sendero Luminoso, y la dictadura de Alberto Fujimori y su asesor Vladimiro Montesinos, forman el contexto de algunas de sus novelas.
Sus novelas han sido traducidas a más de 15 idiomas.

## Biografía
Hijo del filósofo Carlos Cueto Fernandini y de la educadora Lilly Caballero Elbers, es el mayor de tres hermanos. Pasó su infancia en París y Washington; en esta última donde asistió al Lafayette School (1960-61).
A los siete años regresó a Lima, donde ingresó en el Colegio Carmelitas (1962-70); al terminar sus estudios secundarios ingresó a la Pontificia Universidad Católica del Perú, donde siguió estudios de Literatura. Se graduó en 1977 con una tesis sobre la obra del poeta Emilio Adolfo Westphalen. A inicios de 1977, viajó a España becado por el Instituto de Cultura Hispánica para investigar la obra de Luis Cernuda. A mediados de 1979 ingresó en la Universidad de Texas, donde en 1984 obtuvo un doctorado con una tesis sobre los relatos de Juan Carlos Onetti.
Ha ejercido también el periodismo, colaborando en diversos medios de América Latina y España. Ha sido editor de la revista Debate (1985) y de la sección de suplementos del diario El Comercio (1995), donde también escribió columnas semanales. Es profesor en la Facultad de Lengua y Literatura de la Universidad Católica.
Fue elegido miembro de número de la Academia Peruana de la Lengua (2009) y su obra, traducida a dieciséis idiomas y ha sido distinguida con diversos premios.
Vive en Lima; tiene dos hijos —Daniel y Esteban— con su esposa Kristin Keenan Atwood, con quien se casó en 1985.

## Cueto escritor
En su primer libro, La batalla del pasado (Alfaguara, 1983), Cueto retrata la vida de un conjunto de exiliados en Europa. La influencia de Henry James en este volumen se nota no solo en su temática sino también en el estilo cuidadoso que explora las sutilezas de la vida privada de los personajes, con elegancia y penetración, lo que también distingue a su siguiente novela, El tigre blanco, que ganó el Premio Wiracocha en 1985.
Esta huella se difuminaría en una segunda etapa de la literatura de Cueto, en la que los "personajes solitarios (intelectuales y artistas provenientes de familias antiguas y tradicionales) que enfrentaban conflictos internos, psicológicos o morales" dan paso a otros "más simples y plebeyos, en la que las intrigas y sucesos violentos se convirtieron en temas recurrentes".
Su novela Grandes Miradas (2003) está ambientada durante la dictadura de Alberto Fujimori y Montesinos. La obra cuenta la historia de Guido Pasos, un juez que se niega a aceptar los sobornos de Vladimiro Montesinos, pero la verdadera protagonista de la historia es Gabriela, su novia. Si bien a los inicios de la novela, Gabriela es una inocente profesora de colegio, las circunstancias la obligan a convertirse en una vengadora, fría y obsesiva. 
La hora azul, considerada por algunos críticos como la novela cumbre de Cueto, ganó el Premio Herralde y fue elegida por la Casa Editorial de Literatura Popular de China, como la mejor escrita en lengua castellana del bienio 2004-2005. La hora azul forma parte de la trilogía Redención junto a La pasajera y La viajera del viento. En ellas, Cueto explora el horror de la violencia política no frontalmente, sino por los efectos que esta deja en el mundo interior de las personas. y fue descrita por J. M. Coetzee como "a dark and disturbing novel".
Reconocida con numerosos premios, su obra ha sido alabada por escritores como Alfredo Bryce Echenique, Javier Cercas, J. M. Coetzee, Rosa Montero, Juan Jesús Armas Marcelo y Mario Vargas Llosa, entre otros, y traducida a diversos idiomas (la versión inglesa de La hora azul, a cargo de Frank Wynne, ganó el Premio Valle Inclán en 2013 que otorga la Sociedad de Autores británica).
En La Segunda amante del Rey (2017), Cueto vuelve a la novela policial, género que ya había abordado con El Vuelo de la Ceniza (1995), novela cuya "enorme maestría" alabó el crítico españo, J.A. Masoliver Rodenas.
A inicios del año 2019 publicó La Perricholi, una novela biográfica en torno a la vida de la famosa actriz limeña, Micaela Villegas. La historia ambientada en la segunda mitad de siglo XVIII de la Lima colonial fue descrita como "una novela histórica muy persuasiva" por el Premio Nobel, Mario Vargas Llosa.
En el mismo año, Cueto ganó el Premio de Narrativa Alcobendas Juan Goytisolo con la novela Palabras de otro lado (2019). La historia ambientada entre 2018 y 2019 está protagonizada por Aurora, una joven que va a España a buscar a su padre, de cuya existencia acaba de enterarse. El tema de la identidad, la migración, la familia y las emboscadas que nos tiende el pasado están presentes en esta novela así como en toda la obra anterior de Cueto. Juan Carlos Morales describió a Cueto como "infatigable observador de la vida" por esta novela.
Cueto también es autor de La Piel de un Escritor (2014), un libro que reflexiona sobre el oficio de escribir y señala al creador como un "explorador de los sentidos".

## Personajes
Los personajes de sus novelas se caracterizan por su rebeldía frente al medio social en el que viven. La naturaleza inquieta, curiosa, explosiva de estos personajes favorece una narrativa definida por la búsqueda y la exploración. A este grupo pertenecen Guido Pasos de Grandes Miradas o Adrián Ormache de La Hora Azul.
Muchos de sus personajes pueden ser caracterizados como héroes anónimos que luchan por la supervivencia impulsados por un instinto lejos de cualquier doctrina o ideología. Este es el caso de Miriam en La Hora Azul o de Delia en La Pasajera.
Otros personajes como La Perricholi se convierten en héroes transgresores de una época, capaces de influir en la marcha de los acontecimientos.
En la obra de Cueto también aparecen figuras como Lali de La Segunda amante del Rey y Gabriela de Grandes Miradas, que son mujeres de una moral personal capaces de sobrepasar los límites sociales y legales para realizar su venganza.
Lo que tienen en común es un espíritu de supervivencia y de rebeldía frente a las condiciones adversas de su tiempo.

## Adaptaciones
Varios textos de Cueto han sido llevados al cine. Francisco Lombardi basó en la novela Grandes miradas (2003) su película Mariposa negra (2007), galardonada con el premio Glauber Rocha del Festival de Montreal.
La pasajera fue adaptada por Salvador del Solar en su ópera prima Magallanes, premiada en San Sebastián en la categoría Cine en Construcción y en Huelva en la categoría Colón de Oro, además de ser nominada a Mejor Película Iberoamericana en los Goya.
Evelyne Pegot-Ogier llevó al cine con el mismo nombre La hora azul, que obtuvo los premios de Producción (2012) y Distribución (2016) otorgados por el Ministerio de Cultura del Perú. Asimismo, ha participado en diversos festivales (Montreal, Cleveland, Chicago, Cinesuyu) y se llevó el premio La llave de la Libertad a la mejor película, en una selección paralela del Festival de Huelva.
Así mismo, ha escrito un obra de teatro Encuentro casual, que ha fue puesta en escena dos veces en 2002 y 2019.

## Premios y reconocimientos
- Premio Wiracocha 1985 por El tigre blanco
- Premio Anna Seghers 2000 (Alemania) por la totalidad de su obra
- Beca Guggenheim (2002-2003)
- Premio Herralde 2005 por La hora azul[27]
- Premio de la Casa Editorial de la República China por la mejor novela escrita en español en el bienio 2004-2005
- Medalla Inca Garcilaso de la Vega, del Instituto Nacional de Cultura del Cusco, 2006
- Primer Finalista del Premio Planeta-Casa de América 2007 con El susurro de la mujer ballena[28]
- Autor homenajeado en la Feria Internacional del Libro de Lima, 2010
- Personalidad Meritoria de la Cultura, Ministerio de Cultura del Perú, 2017[29]
- Premio de Narrativa Alcobendas Juan Goytisolo 2019 por Palabras de otro lado, 2019[30]
- Premio ProArt 2024, por su libro "Francisca, Princesa del Perú."

## Obras
- La batalla del pasado, relatos, Editorial Alfaguara, Madrid, 1983 (Editorial Apoyo, 1996; Alfaguara Juvenil Perú reeditó una nueva versión del libro en 2011, en la que el autor eliminó algunos de los 15 cuentos que contenía la primera edición)[31]
- El tigre blanco, novela, Editorial Planeta Perú, 1985 (2007)
- Los vestidos de una dama, cuentos, Editorial Peisa, Lima, 1987 (1998)
- Deseo de noche, novela, Editorial Apoyo, 1993 (Editorial Pre-Textos, 2003)
- Amores de invierno, cuento, Apoyo, 1994 (Planeta, 2006). Contiene 15 textos:
  - El jefe, Velada, Día de trabajo, Amores de invierno, Crónica de los días, En la avenida, Un detective, Escribir en la oscuridad, Una adicción, Los guantes, Percance, Rayos de luz, La señorita Cali, La familia y Celulares
- El vuelo de la ceniza, novela policiaca, Apoyo, 1995 (Seix Barral, 2007)
- Cinco para las nueve y otros cuentos, Alfaguara, Lima, 1996; Barcelona Digital Editions, 2014; contiene 11 relatos:
  - Julio y su papá, La acusación, La señorita Dora, Cuatro muchachos, Las palabras de Roxana, La mañana del señor Rosales, La segunda visita, Johnny y yo, Cinco para las nueve, El duelo final y Secretos
- Pálido cielo, cuentos, Peisa, 1998 (Norma, 2010)
- Demonio del mediodía, novela, Peisa, 1999
- El otro amor de Diana Abril, contiene 3 novelas breves: la que le da nombre al libro; Dalia y los perros; y Lágrimas artificiales; Peisa, 2002
- Encuentro casual, teatro, Peisa, 2002
- Grandes miradas, novela, Peisa, 2003 (Editorial Anagrama, 2005)
- Mario Vargas Llosa. La vida en movimiento, entrevista y ensayo, Fondo Editorial de la UPC, 2003
- Valses, rajes y cortejos, artículos, Peisa, 2005
- La hora azul, Peisa / Anagrama, 2005; (Planeta 2013; Penguin Random House, 2018)
- El susurro de la mujer ballena, novela, Planeta, 2007
- Sueños reales, ensayos literarios, Seix Barral, 2008
- Hombre Lobo, antología de relatos, 451 editores, 2008. Junto a Santiago Rocangliolo, Jose Angel Mañas, Raul, Argemi, Pilar Pedraza, Santiago Siqueiros y Bernardo Fernández[32]
- Rosa Mercedes Ayarza, libro sobre la famosa compositora, Edelnor, Lima, 2009
- Juan Carlos Onetti. El soñador en la penumbra, novela, Fondo de Cultura Económica, 2009
- La venganza del silencio, novela, Planeta, 2010
- El árbol del tesoro, cuento para niños, dibujos de Isabelle Decenciere; Planeta, 2011
- Cuerpos secretos, novela, Planeta, 2012
- La piel de un escritor. Contar, escribir y leer historias, Fondo de Cultura Económica, 2014
- Lágrimas artificiales / Dalia y los perros, 2 novelas breves, Peisa, 2014
- La pasajera, novela breve, Seix Barral, 2015
- Duelo en la Ciudad de Plata, novela histórica, Seix Barral, 2015
- La viajera del viento, novela, Planeta, 2016
- La segunda amante del rey, novela, Penguin Random House, 2017
- La passagère du vent, novela, Gallimard, 2018
- Testamento de sangre, novela, Penguin Random House, 2018
- La Perricholi. Reina de Lima, novela, Penguin Random House, 2019
- Palabras de otro lado, novela, Galaxia Gutenberg, 2019
- Otras caricias, Penguin Random House, 2021
- Diario "Los Años" Ediciones Cueto 2023
- "Francisca. Princesa del Perú". Penguin Random House  2023

## Adaptaciones al cine
- Mariposa negra (2006), dirigida por Francisco J. Lombardi y basada en Grandes miradas; premio Glauber Rocha del Festival Internacional de Cine de Montreal.[21]
- La señorita Cali, cortometraje (2011); adaptación del cuento homónimo, publicado en Amores de invierno, realizada por los alumnos de Comunicaciones de la Universidad Tecnológica del Perú
- La hora azul (2014), dirigida por Evelyne Pegot-Ogier y basada en la novela homónima
- Magallanes (2015), dirigida por Salvador del Solar y basada en la La pasajera; ganadora del premio Cine en construcción en el Festival Internacional de Cine de San Sebastián 2014[33]
- Venganza y Silencio (2024), dirigida por Alberto Durant y basada en la novela La venganza del silencio.
- El vuelo de la ceniza (2025), dirigida por Aldo Salvini y basada en la novela homónima.
- Deseo de noche (2026), dirigida por Joel Calero y basada en la novela homónima.